# 1839 Ragazza
1839 Ragazza è un asteroide della fascia principale. Scoperto nel 1971, presenta un'orbita caratterizzata da un semiasse maggiore pari a 2,8029891 UA e da un'eccentricità di 0,1665896, inclinata di 10,18054° rispetto all'eclittica.
Stanti i suoi parametri orbitali, è considerato un membro della famiglia Gefion di asteroidi.
L'asteroide prende il nome dalla parola italiana "ragazza". Si riferisce inoltre al comune svizzero di Bad Ragaz.